# Ian Wright (presentador)
Ian Wright (nacido el 17 de mayo de 1965 en Suffolk, Inglaterra) es un presentador de televisión británico de la serie de sobre viajes y aventuras Globe Trekker, conocida como Lonely Planet fuera de Estados Unidos, producida por Pilot. También ha presentado el programa Ian Wright Live, grabado ante un público en vivo y que trataba sobre varios aspectos relacionados con viajes.
Viajero internacional experimentado, Wright es probablemente el presentador más conocido de Lonely Planet. Es famoso por su estilo divertido e ingenioso, y por su interacción con los lugareños durante sus recorridos. En 7 años ha presentado más de 50 episodios del programa, entre los que destacan destinos extremos como la zona ártica del Canadá, Nepal y las áreas desérticas de Australia central. Hasta la fecha, Wright ha ganado tres premios Cable Ace Awards de Estados Unidos al mejor presentador.
Antes de aparecer en televisión, Wright dirigió un centro comunitario junto con su esposa. Pasó tres meses en Guyana como parte de un proyecto de la fundación Prince's Trust llamado Operación Raleigh. También posee amplia experiencia de viajes por Egipto, India y Rumanía.
Uno de los programas más famosos fue durante su visita a Venezuela, donde tuvo que cargar una anaconda junto a ocho personas más, tomar jugos exóticos y navegar hasta llegar al Salto Ángel. En otras presentaciones se le ha visto desnudo, como la vez que corrió en las famosas salinas en Bolivia. En viajes al Medio Oriente, se le ve paseando en las calles de Beirut expresando su gusto por la capital libanesa. Durante su estancia en Rusia tuvo el valor de nadar en aguas heladas como parte de las tradiciones invernales del país. Y, por supuesto, ha comido todo tipo de alimentos del planeta.
Ian Wright es también un pintor consumado, y ha expuesto sus obras en el Chats Palace. Asimismo, ha participado en varios programas extraescolares para niños.
- Datos: Q3354449